# Loubna Mrie
Loubna Mrie (née en 1991) est une militante syrienne des droits civiques.
Loubna Mrie vient d'une famille alaouite d'un village près de Lattaquié. Son père est un haut fonctionnaire du renseignement des forces aériennes syriennes. Malgré ses liens familiaux, elle est l'une des rares Alaouites à rejoindre la lutte contre le régime de Bachar el-Assad et a été qualifiée de traître par son père. Loubna Mrie explique qu'après le divorce de ses parents, elle vit avec sa mère et n'a pas de contact avec ce dernier, affirmant qu'il travaillait comme assassin pour le régime dans les années 1980.
Alors que des soulèvements commencent au début de la révolution puis de la guerre civile syrienne, Loubna fréquente l'Université de Lattaquié mais elle déménage à Damas en 2012 car Lattaquié est jugé dangereux pour les militants. Cela est dû au fait que les troupes de Bachar el-Assad ont ouvert le feu sur des manifestants. Elle rejoint ensuite l'Armée syrienne libre où elle aide au transport de nourriture et d'aide médicale, puis elle transporte des balles, mais refuse d'apporter des armes. Elle promeut les objectifs de la révolution dans la communauté alaouite et s'entretient avec les victimes des troupes dirigées par le gouvernement. Après l'émission par son père d'un mandat d'arrêt à son encontre, elle s'enfuit en août 2012 en Turquie.
À la suite d'une vidéo mise en ligne par Loubna, le 11 août 2012, sa mère est enlevée selon son père, qui rompt ensuite tout contact avec elle. Loubna reçoit ensuite des informations d'un ami avec des détails sur le décès de sa mère. On raconte que son père a tué sa mère. Dans une interview pour The Guardian, elle rapporte que son père dit qu'il « souhaite pouvoir me faire la même chose ».
Plus tard, elle devient photojournaliste pour Reuters basée à Alep où elle couvre le conflit, de 2012 à 2014 puis déménage à New York, où elle est chercheuse, diplômée de l'université de New York, et commentatrice sur la Syrie et le Moyen-Orient, et demande l'asile aux États-Unis. Elle a été publiée entre autres dans le Washington Post, The New Republic, le Times, The Nation, et Foreign affairs ,  , . Elle écrit ses mémoires.